# Powiat Bitterfeld
Powiat Bitterfeld (niem. Landkreis Bitterfeld) – był do 1 lipca 2007 powiatem w niemieckim kraju związkowym Saksonia-Anhalt.
Cały obszar powiatu został włączony do nowego powiatu Anhalt-Bitterfeld, wszystkie gminy i miasto ze wspólnoty administracyjnej Wolfen zostały przyłączone do miasta Bitterfeld tworząc miasto Bitterfeld-Wolfen.
Stolicą powiatu Bitterfeld było Bitterfeld.

## Miasta i gminy
1. Sandersdorf (9.552)
2. Zörbig, miasto (9.597)

Wspólnoty administracyjne
| - 1. Wspólnota administracyjna Bitterfeld 1. Bitterfeld, miasto (15.646) 2. Brehna, miasto (2.956) 3. Friedersdorf (1.959) 4. Glebitzsch (659) 5. Holzweißig (3.169) 6. Mühlbeck (950) 7. Petersroda (617) 8. Roitzsch (2.591) - 2. Wspólnota administracyjna Muldestausee-Schmerzbach 1. Burgkemnitz (822) 2. Gossa (885) 3. Gröbern (642) 4. Krina (718) 5. Muldenstein (2.154) 6. Plodda (455) 7. Pouch (1.702) 8. Rösa (916) 9. Schlaitz (1.003) 10. Schwemsal (663) | - 3. Wspólnota administracyjna Raguhn 1. Altjeßnitz (489) 2. Jeßnitz (Anhalt), miasto (3.681) 3. Marke (Anhalt) (396) 4. Raguhn, miasto * (3.696) 5. Retzau (389) 6. Schierau (839) 7. Thurland (434) 8. Tornau vor der Heide (490) - 4. Wspólnota administracyjna Wolfen 1. Bobbau (1.661) 2. Greppin (2.763) 3. Thalheim (1.503) 4. Wolfen, miasto (24.288) |